# Litopus aequabilis
Litopus aequabilis là một loài bọ cánh cứng trong họ Cerambycidae.